# La Horde d'argent
Pour l’article homonyme, voir The Silver Horde (film, 1930).
Pour plus de détails, voir Fiche technique et Distribution.
La Horde d'argent (The Silver Horde) est un film muet américain réalisé par Frank Lloyd et sorti en 1920.

## Synopsis
Un homme d'affaires établit son entreprise de saumon en Alaska.

## Fiche technique
- Titre : La Horde d'argent
- Titre original : The Silver Horde
- Réalisation : Frank Lloyd
- Scénario : J.E. Nash, Laurence Trimble, d'après un roman de Rex Beach
- Chef opérateur : William C. Foster
- Production : Eminent Authors Pictures Inc.
- Distribution : Goldwyn Distributing Company
- Genre : Film d'aventures, film dramatique
- Dates de sortie :
  - États-Unis : 9 mai 1920
  - France : 2 juin 1922

## Distribution
- Myrtle Stedman : Cherry Malotté
- Curtis Cooksey : Boyd Emerson
- Betty Blythe : Mildred Wayland
- R.D. MacLean : Wayne Wayland
- Robert McKim : Marsh
- Hector V. Sarno : Constantine
- Louis Durham : Swanson
- Maurice 'Lefty' Flynn : Thug
- Neola May : Snowbird
- Ervin Denecke : Thug
- Fred R. Stanton : Big George Bolt
- Carl Gerard : Alton Clyde
- Murdock MacQuarrie : Richard Jones